# Nesocordulia malgassica
Nesocordulia malgassica – gatunek ważki z rodziny Synthemistidae. Endemit Madagaskaru; miejsce typowe to okolice Manakary we wschodniej części wyspy.